# Bathynias
Bathynias (Βαθύνιας) ist der antike Name eines Flusses im thrakischen Hinterland (Ostthrakien) von Byzantion (Istanbul).
Der Fluss wird bei Plinius, Ptolemaios und Strabon erwähnt. Er ist wahrscheinlich mit dem von Appian genannten Fluss Bithyas identisch. Seit der Mitte des 18. Jahrhunderts wird er mit dem Sazlı Dere identifiziert, der östlich von Yarımburgaz in die Bucht von Küçükçekmece mündet.